# Dustin Brown
Dustin Brown (Celle, 8 de Dezembro de 1984) é um tenista profissional nascido na Alemanha, que representou no começo da carreira a Jamaica. Brown tem como melhor ranking N. 64, em 2014.
Em 2010 entrou no top 100 mundial e obteve sua primeira vitória em um Grand Slam, ao derrotar Ruben Ramirez-Hidalgo na 1ª rodada do US Open.

## ATP Finais

### Duplas: 5 (2–3)
| Legenda                           |
| --------------------------------- |
| Grand Slam (0–0)                  |
| ATP Finals (0–0)                  |
| ATP World Tour Masters 1000 (0–0) |
| ATP World Tour 500 Series (0–0)   |
| ATP World Tour 250 Series (2–3)   |

| Posição | N. | Data                    | Torneio                                     | Piso     | Parceiro           | Oponentes                            | Placar                 |
| ------- | -- | ----------------------- | ------------------------------------------- | -------- | ------------------ | ------------------------------------ | ---------------------- |
| Campeão | 1. | 26 de Setembro de 2010  | Moselle Open, Metz, França                  | Duro     | Rogier Wassen      | Marcelo Melo Bruno Soares            | 6–3, 6–3               |
| Vice    | 1. | 26 de Fevereiro de 2012 | Open 13, Marseille, França                  | Duro (i) | Jo-Wilfried Tsonga | Nicolas Mahut Édouard Roger-Vasselin | 3–6, 6–3, [10–6]       |
| Campeão | 2. | 14 de Abril de 2012     | Grand Prix Hassan II, Casablanca, Marrocos  | Saibro   | Paul Hanley        | Daniele Bracciali Fabio Fognini      | 7–5, 6–3               |
| Vice    | 2. | 28 de Julho de 2012     | ATP de Kitzbühel, Kitzbühel, Áustria        | Saibro   | Paul Hanley        | František Čermák Julian Knowle       | 6–7(4–7), 6–3, [10–12] |
| Vice    | 3. | 14 de Abril de 2013     | Grand Prix Hassan II, Casablanca, Marrrocos | Saibro   | Christopher Kas    | Julian Knowle Filip Polášek          | 3–6, 2–6               |